# Kloster Snetogorski

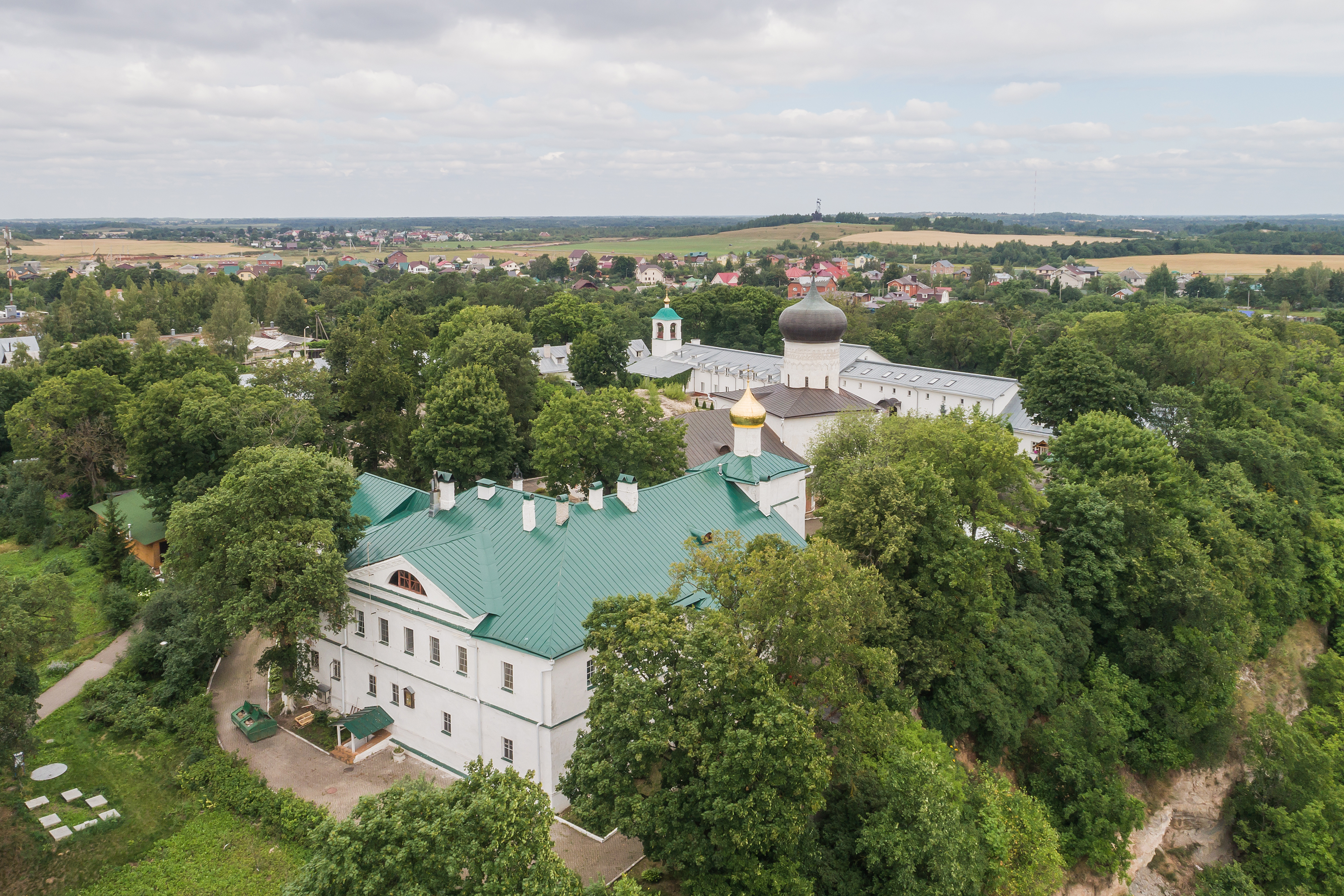
Blick auf das Kloster

Das Kloster Snetogorski ist ein russisch-orthodoxes Frauenkloster in der russischen Stadt Pskow (dt. Pleskau). Es ist eines der ältesten erhaltenen Klöster in Pskow.

## Lage
Das Kloster liegt 3,5 Kilometer vom heutigen Stadtzentrum von Pskow entfernt, am rechten Ufer des Flusses Velikaja auf einem felsigen Vorgebirge namens Sniatnajaberg.

## Geschichte

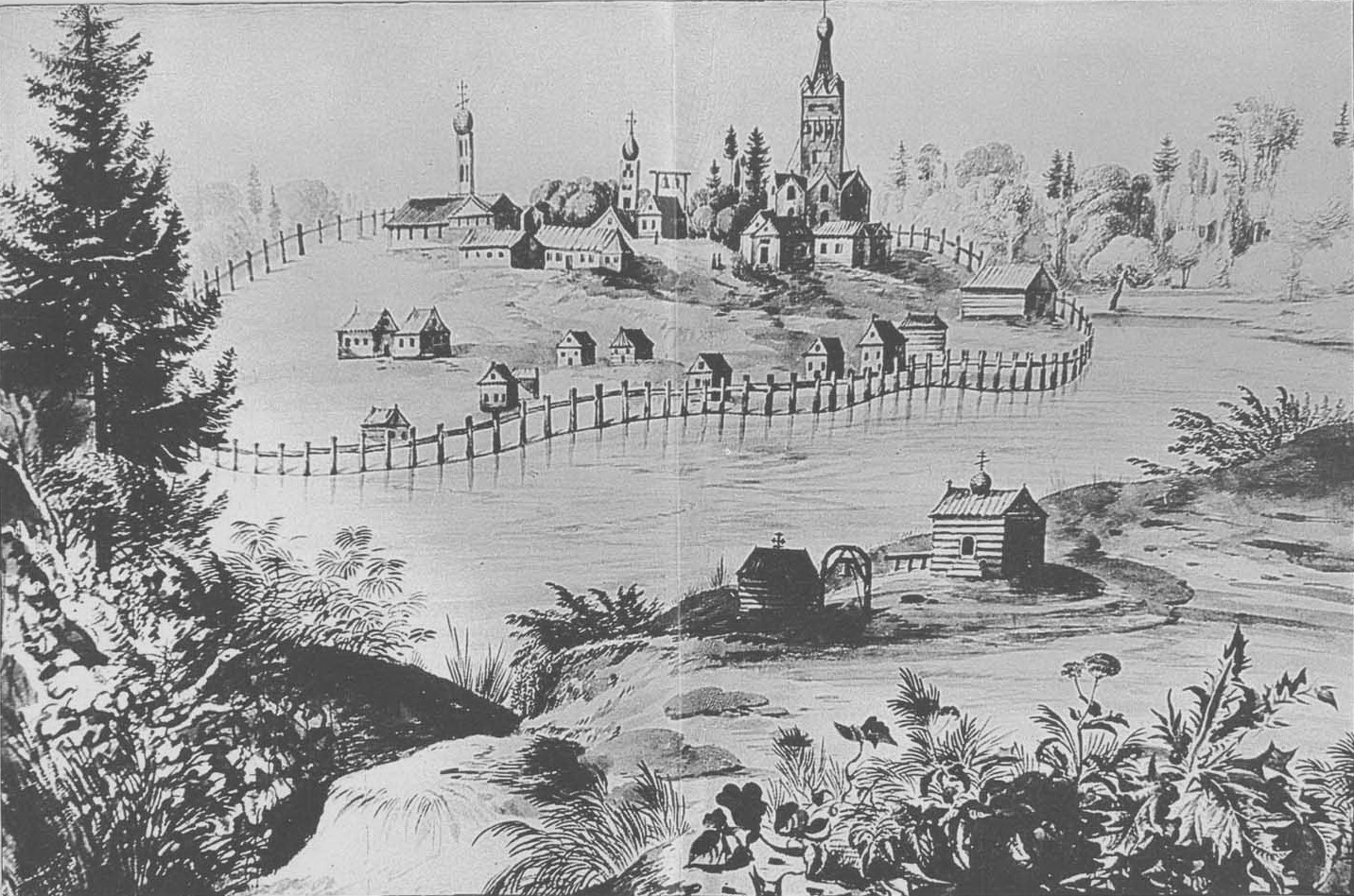
Das Kloster mit seiner Umgebung (Zeichnung, um 1665 (Nicolaes Witsen))

Es wurde im 13. Jahrhundert zum ersten Mal schriftlich erwähnt. Ursprünglich war es ein Männerkloster.
Während des Zweiten Weltkrieges befand sich das Führerhauptquartier Wasserburg auf dem Areal des Klosters. Es wurde jedoch nie durch Hitler genutzt, sondern diente als Hauptquartier der Heeresgruppe Nord. Das Klostergebiet und die Gebäude wurden für die Unterbringung der deutschen Offiziere eingerichtet. In der Nikolaikirche befand sich der Besprechungsraum, in der Geburtskirche der Weinkeller und in der Ruine der Kirche Christi Himmelfahrt eine Garage. Bei ihrem Rückzug zerstörten die deutschen Streitkräfte den artesischen Brunnen und die Wasserreservoirs des Klosters, die sich in der Nähe der Himmelfahrtskirche befanden.
Das Kloster wurde im Jahr 2019 während der 43. Sitzung des UNESCO-Welterbekomitees als Teil der Kirchen der Architekturschule von Pskow als UNESCO-Welterbe anerkannt.